# Pitseng
Pitseng is een dorp in het district Southern in Botswana. De plaats telt 1074 inwoners (2011).